# Concerto per pianoforte e orchestra n. 3 (Rubinštejn)
Il Concerto per pianoforte e orchestra n. 3 in sol maggiore, Op. 45 di Anton Grigor'evič Rubinštejn fu composto tra il 1853 ed il 1854.

## Storia della composizione
Il concerto fu eseguito per la prima volta a San Pietroburgo il 2 marzo 1854 dal compositore stesso al pianoforte, con Carl Schuberth alla direzione d'orchestra, e fu pubblicato nel 1858.

## Struttura della composizione
Il terzo concerto per pianoforte di Anton Rubinštejn è un'opera molto brillante e ricca di virtuosismo. Sebbene il primo movimento rientri nello schema tradizionale della forma sonata, esso presenta diverse brevi cadenze per il pianoforte solo all'inizio, ed omette sia la tradizionale ripresa del tema principale dopo lo sviluppo, sia la consueta cadenza estesa del solista. Il secondo movimento è pervaso da una melodia malinconica ed ossessiva al pianoforte. Il terzo tempo è il più innovativo dell'opera, in quanto nella parte finale e nella coda presenta numerose citazioni di temi dei movimenti precedenti: questo richiamo ciclico dei temi fa del terzo concerto di Rubinštejn un precursore di quella che sarebbe presto diventata la più popolare forma di concerto del XIX secolo.